# Nemški Togo
Nemški Togo (nemško Togoland) je bil med leti 1884 in 1914 nemški protektotat v zahodni Afriki. Protektorat je s površino 87.200 km2 zaobjemal ozemlja današnje republike Togo in vzhodnega dela Gane. Leta 1914 je bila kolonija z izbruhom prve svetovne vojne okupirana, britanske in francoske vojaške sile pa so v regiji vzpostavile vojaško oblast. Leta 1916 sta si sili razdelili Nemški Togo v britansko in francosko administrativno cono, leta 1922 pa sta bili uradno ustanovljeni Britanski Togo in Francoski Togo.